# UnitedBowl
Der UnitedBowl ist das Finale der Indoor Football League (IFL) im Arena Football.

## Geschichte
Ursprünglich war der UnitedBowl das Finale der United Indoor Football (UIF), der zwischen 2005 und 2008 ausgetragen wurde. Nachdem die UIF mit der Intense Football League (IFL) 2008 fusionierte und zusammen die Indoor Football League (IFL) gründete, wurde auch der Finalbegriff, der UnitedBowl, in die neue Liga übernommen.

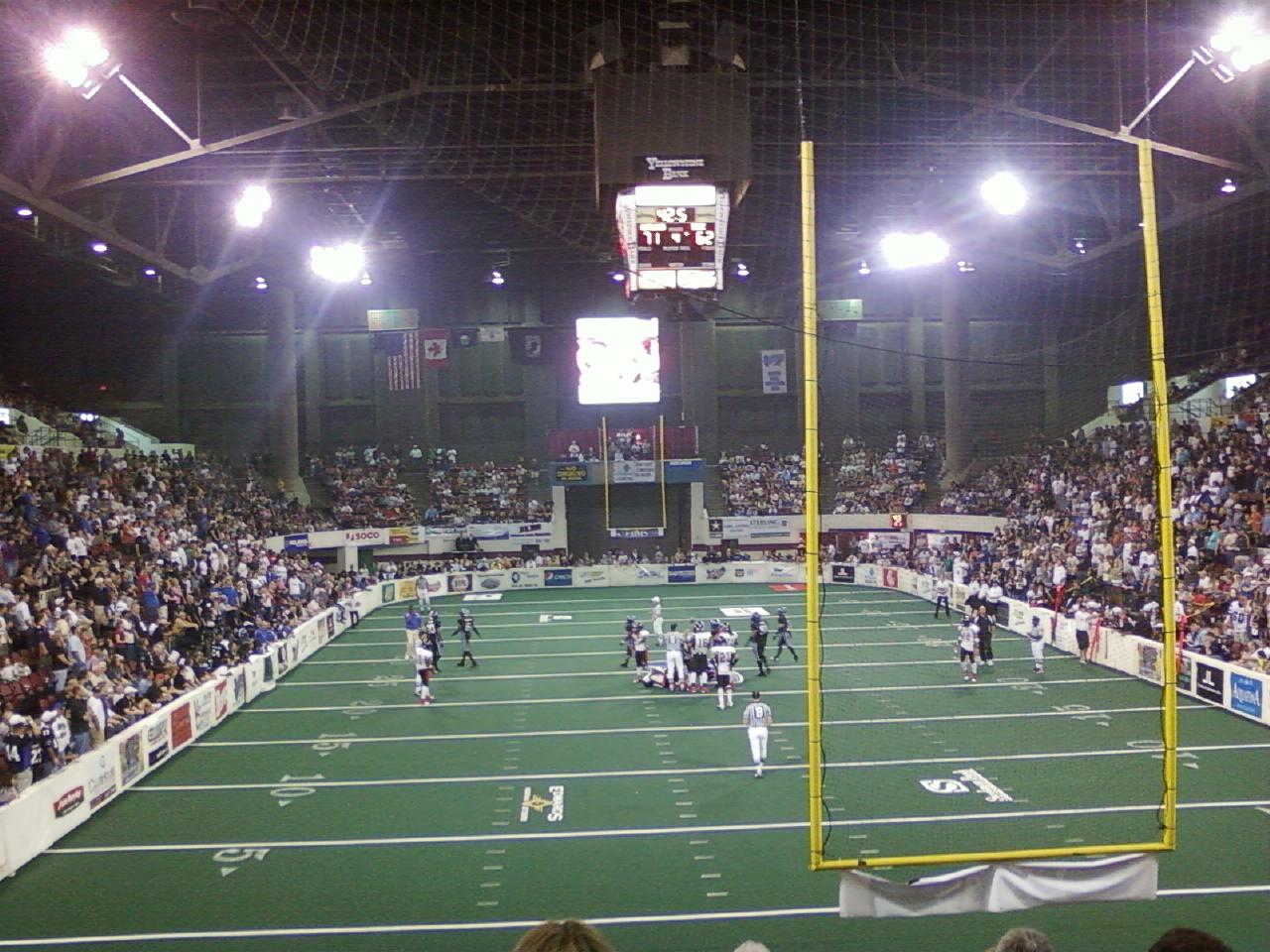
Szene aus United Bowl 2009

## Alle United-Bowl-Finals im Überblick
| Jahr | Teilnehmer                                | Ergebnis | Liga |
| ---- | ----------------------------------------- | -------- | ---- |
| 2005 | Sioux Falls Storm vs. Sioux City Bandits  | 40:38    | UIF  |
| 2006 | Sioux Falls Storm vs. Lexington Horsemen  | 72:64    | UIF  |
| 2007 | Sioux Falls Storm vs. Lexington Horsemen  | 62:59    | UIF  |
| 2008 | Sioux Falls Storm vs. Bloomington Extreme | 40:35    | UIF  |
| 2009 | Billings Outlaws vs. RiverCity Rage       | 71:62    | IFL  |
| 2010 | Billings Outlaws vs. Sioux Falls Storm    | 43:34    | IFL  |
| 2011 | Sioux Falls Storm vs. Tri-Cities Fever    | 37:10    | IFL  |
| 2012 | Sioux Falls Storm vs. Tri-Cities Fever    | 59:32    | IFL  |
| 2013 | Sioux Falls Storm vs. Nebraska Danger     | 43:40    | IFL  |
| 2014 | Sioux Falls Storm vs. Nebraska Danger     | 63:46    | IFL  |
| 2015 | Sioux Falls Storm vs. Nebraska Danger     | 62:27    | IFL  |
| 2016 | Sioux Falls Storm vs. Spokane Empire      | 55:34    | IFL  |
| 2017 | Sioux Falls Storm vs. Arizona Rattlers    | 41:50    | IFL  |
| 2018 | Iowa Barnstormers vs. Sioux Falls Storm   | 42:38    | IFL  |
| 2019 | Sioux Falls Storm vs. Arizona Rattlers    | 56:53    | IFL  |

## Rekordträger
Stand: 14. Juli 2017
| Anzahl Siege | Mannschaft        |
| ------------ | ----------------- |
| 10           | Sioux Falls Storm |
| 2            | Billings Outlaws  |

| Anzahl Teilnahmen | Mannschaft         |
| ----------------- | ------------------ |
| 12                | Sioux Falls Storm  |
| 3                 | Nebraska Danger    |
| 2                 | Billings Outlaws   |
| 2                 | Lexington Horsemen |
| 2                 | Tri-Cities Fever   |